# Station Allanche
Station Allanche is een spoorwegstation in de Franse gemeente Allanche. Het station is sinds 1991 buiten gebruik sinds het sluiten van de lijn van Bort-les-Orgues naar Neussargues.